# Kethüda
Kethüda (turc ottoman: كدخدا), souvent corrompu en kyahya ou kehya dans le discours quotidien, était un titre turc ottoman signifiant "intendant, député, lieutenant". Il dérive du mot persan katak-khvatai ("maître de maison", plus tard "chef")

## Histoire
Le terme est originaire de la Perse médiévale. Sous les Ilkhanides, le terme kadkhuda (persan: کدخدا) faisait référence à un chef de village qui agissait en tant que son représentant auprès du gouvernement, et plus tard, sous les Séfévides, leurs fonctions incluaient la collecte des impôts et l'administration de leur village ou ville. De la pratique persane, il s'est propagé aux Turcs seldjoukides du Sultanat de Roum, et est attesté pour la première fois dans l'usage ottoman au XVe siècle dans le sens d'un "fonctionnaire adjoint autorisé".
En conséquence, le terme se retrouve dans une grande variété d'institutions et de bureaux officiels. Le plus important d'entre eux était de loin le député du Grand Vizir, le sadaret kethüdası; le kethüda yeri surveillait les timariotes dans les provinces, et a également été trouvé comme titre dans le corps des janissaires; et le kapı kethüdası était le représentant permanent entretenu dans la capitale ottomane, Constantinople, par des gouverneurs de province, des vizirs supérieurs ou des dirigeants tributaires et vassaux comme ceux de Transylvanie, de Moldavie, de Valachie et de Crimée. Ce titre perdura sous l'Empire ottoman, jusqu'à ce qu'il soit aboli jusqu'en 1790.
Le titre de kethüda n'a pas été utilisé en Afrique du Nord où le kahiya existait, qu'en Tunisie il était fonctionnaire avec une large autorité adjointe de plusieurs fonctionnaires et en Algérie le lieutenant du bey et commissaire de police; dans l'armée d'Abd el-Kader, le kahiya était un brigadier.